# Partit Popular d'Àustria
El Partit Popular d'Àustria (en alemany, Österreichische Volkspartei, ÖVP) és un partit polític austríac, fundat en restablir-se la constitució de la República Federal d'Àustria en finalitzar la Segona Guerra Mundial. Si bé presenta un perfil atípic dins de la dreta política europea, en estar més vinculat a una posició catòlica conservadora que al liberalisme pur, ocupa un punt en el centredreta de l'espectre polític austríac.

## Història

### Orígens
L'ÖVP va fundar-se com a continuació del Christlichsoziale Partei Österreichs ("Partit Social Cristià"), un moviment conservador fundat a finals del segle xix i dissolt durant l'Anschluss. Des de la restauració del sistema polític austríac, l'ÖVP ha estat contínuament un dels dos partits més votats, tant en l'Assemblea Federal com als distríctes de Salzburg, Estíria, Tirol, Vorarlberg, Baixa Àustria i Alta Àustria, de tallada marcadament rural i conservador. Burgenland i Caríntia, on la població catòlica és minoria, l'ha resultat tradicionalment més difícil, així com el bastió socialdemòcrata de Viena, el seu principal obstacle a l'hegemonia.
A les eleccions presidencials austríaques de 1957, l'ÖVP i el Partit de la Llibertat d'Àustria (FPÖ) van donar suport al metge independent Wolfgang Denk, derrotat pel candidat del Partit Socialdemòcrata d'Àustria (SPÖ) Adolf Schärf, que va ser escollit president federal amb al voltant del 51 per cent dels vots.

### Govern amb la ultradreta
Després de les eleccions de 1999, l'ÖVP va formar un govern de coalició amb la formació d'ultradreta FPÖ, presidida per Jörg Haider, que havia obtingut un resultat excepcional. L'aliança li va costar sancions diplomàtiques por part de diversos membres de la Unió Europea fins que la normalitat dels processos polítics van poder establir-se amb certesa. Les desavinences del govern de coalició de l'ÖVP i el FPÖ desembocarien en la dimissió dels ministres del FPÖ i en la convocatòria d'eleccions anticipades en 2002.
El 2002, encapçalat per Wolfgang Schüssel, l'ÖVP va recuperar el seu cabal tradicional de vots i va deslligar-se del FPÖ. El 2004, va perdre per primer cop en la seva història el govern del districte de Salzburg en mans de la socialdemocràcia.

### Tornada a les grans coalicions
A les eleccions del 2006 l'ÖVP perdé, però tot i això entrà al govern de coalició presidit pel socialdemòcrata Alfred Gusenbauer.
El 30 de juny de 2008 la coalició es trencà, i es convocaren eleccions per al setembre. Aquestes tornaren a ser guanyades per l'esquerra, i el líder de l'ÖVP, Wilhelm Molterer hagué de presentar la dimissió com a cap del partit. Fou substituït per Josef Pröll, que el 21 d'abril del 2011 fou substituït per Michael Spindelegger. El partit va romandre a l'oposició.
Sebastian Kurz fou nomenat canceller el 18 de desembre del 2017 després que les negociacions amb el Partit de la Llibertat d'Àustria (FPÖ) van concloure amb èxit el 15 de desembre i la coalició va presentar la seva llista de ministres al president Alexander Van der Bellen, que va aprovar-la i el gabinet Kurz va jurar el 18 de desembre de 2017. Kurz va trencar l'acord de coalició el 20 de maig de 2019, degut a l'afer Eivissa, un cas de gravacions en vídeo que va afectar el seu partit i va anunciar que governaria en minoria, però el govern va caure mitjançant una moció de censura i el 3 de juny de 2019, el president Van der Bellen va jurar un govern provisional tecnocràtic liderat per Brigitte Bierlein. Kurtz va encapçalar de nou la llista de l'ÖVP a les eleccions legislatives austríaques de 2019 i va encapçalar el 7 de gener de 2020 un nou govern de coalició entre l'ÖVP i els Verds que entraven de nou al parlament, però va dimitir el 9 d'octubre de 2021 degut a un escàndol polític per manipulació de sondatges d'opinió, i la coalició va seguir endavant encapçalada per Alexander Schallenberg.
A les eleccions legislatives austríaques de 2024, l'extrema dreta Partit Liberal d'Àustria (FPÖ) va ocupar el primer lloc, guanyant el 28,9% dels vots i aconseguint el seu millor resultat en la història del partit. i el governant ÖVP va perdre 20 escons, mentre que el seu soci de coalició, els Verds, va perdre 10 escons.

## Ideologia
L'ÖVP és similar a la CDU alemanya en plataforma i perfil de votants; advoca pels principis conservadors tradicionals de respecte a l'ordre social establert, i històricament s'ha oposat diametralment als programes de tall socialista o socialdemòcrata. Un dels pilars de la seva activitat ha estat la defensa de la unió amb l'Església —en particular la catòlica.
La política econòmica de l'ÖVP és generalment neoliberal, defensant la reducció del sector públic, la desregulació de l'economia, la reducció de les prestacions socials, encara que la forta adhesió a la doctrina social de l'Església l'ha portat a defensar polítiques intervencionistes amb major freqüència que partits comparables de la resta d'Europa.

## Evolució del logotip

Anys 80
Anys 90
2017-2022
Actual

## Resultats electorals

### Eleccions generals
| Any  | Líder                | Vots           | %    | Resultat | +/- | Govern                     |
| ---- | -------------------- | -------------- | ---- | -------- | --- | -------------------------- |
| 1945 | Leopold Figl         | 1 602 227 (#1) | 49,8 | 85 / 165 |     | Coalició amb SPÖ i KPÖ     |
| 1949 | Leopold Figl         | 1 846 581 (#1) | 44,0 | 77 / 165 | 8   | Coalició amb el SPÖ        |
| 1953 | Leopold Figl         | 1 781 777 (#2) | 41,3 | 74 / 165 | 3   | Coalició amb el SPÖ        |
| 1956 | Julius Raab          | 1 999 986 (#1) | 46,0 | 82 / 165 | 8   | Coalició amb el SPÖ        |
| 1959 | Julius Raab          | 1 928 043 (#2) | 44,2 | 79 / 165 | 3   | Coalició amb el SPÖ        |
| 1962 | Alfons Gorbach       | 2 024 501 (#1) | 45,4 | 81 / 165 | 2   | Coalició amb el SPÖ        |
| 1966 | Josef Klaus          | 2 191 109 (#1) | 48,3 | 85 / 165 | 4   | Majoria                    |
| 1970 | Josef Klaus          | 2 051 012 (#2) | 44,7 | 78 / 165 | 7   | Oposició                   |
| 1971 | Hermann Withalm      | 1 964 713 (#2) | 43,1 | 80 / 183 | 2   | Oposició                   |
| 1975 | Josef Taus           | 1 981 291 (#2) | 42,9 | 80 / 183 | =   | Oposició                   |
| 1979 | Josef Taus           | 1 981 739 (#2) | 41,9 | 77 / 183 | 3   | Oposició                   |
| 1983 | Alois Mock           | 2 097 808 (#2) | 43,2 | 81 / 183 | 4   | Oposició                   |
| 1986 | Alois Mock           | 2 003 663 (#2) | 41,3 | 77 / 183 | 4   | Coalició amb el SPÖ        |
| 1990 | Josef Riegler        | 1 508 600 (#2) | 32,1 | 60 / 183 | 17  | Coalició amb el SPÖ        |
| 1994 | Erhard Busek         | 1 281 846 (#2) | 27,7 | 52 / 183 | 8   | Coalició amb el SPÖ        |
| 1995 | Wolfgang Schüssel    | 1 370 510 (#2) | 28,3 | 52 / 183 | =   | Coalició amb el SPÖ        |
| 1999 | Wolfgang Schüssel    | 1 243 672 (#3) | 26,9 | 52 / 183 | =   | Coalició amb el FPÖ        |
| 2002 | Wolfgang Schüssel    | 2 076 833 (#1) | 42,3 | 79 / 183 | 27  | Coalició amb el FPÖ        |
| 2006 | Wolfgang Schüssel    | 1 616 493 (#2) | 34,3 | 66 / 183 | 13  | Coalició amb el SPÖ        |
| 2008 | Wilhelm Molterer     | 1 269 656 (#2) | 26,0 | 51 / 183 | 15  | Coalició amb el SPÖ        |
| 2013 | Michael Spindelegger | 1 125 876 (#2) | 24,0 | 47 / 183 | 4   | Coalició amb el SPÖ        |
| 2017 | Sebastian Kurz       | 1 341 930 (#1) | 31,5 | 62 / 183 | 15  | Coalició amb el FPÖ        |
| 2019 | Sebastian Kurz       | 1 789 417 (#1) | 37,5 | 71 / 183 | 9   | Coalició amb GRÜNE         |
| 2024 | Karl Nehammer        | 1,246,676 (#2) | 26.5 | 52 / 183 | 19  | Coalició amb el SPÖ i NEOS |

### President
| Any  | Candidat                  | 1a volta                  | 1a volta                  | 1a volta                  | 2a volta                  | 2a volta                  | 2a volta                  |
| Any  | Candidat                  | Vots                      | %                         | Resultat                  | Vots                      | %                         | Resultat                  |
| ---- | ------------------------- | ------------------------- | ------------------------- | ------------------------- | ------------------------- | ------------------------- | ------------------------- |
| 1951 | Heinrich Gleißner         | 1,725,451                 | 40,1 / 100                | Victòria                  | 2,006,322                 | 47,9 / 100                | Derrota                   |
| 1957 | Wolfgang Denk             | 2,159,604                 | 48,9 / 100                | Derrota                   |                           |                           |                           |
| 1963 | Julius Raab               | 1,814,125                 | 40,6 / 100                | Derrota                   |                           |                           |                           |
| 1965 | Alfons Gorbach            | 2,324,436                 | 49,3 / 100                | Derrota                   |                           |                           |                           |
| 1971 | Kurt Waldheim             | 2,224,809                 | 47,2 / 100                | Derrota                   |                           |                           |                           |
| 1974 | Alois Lugger              | 2,238,470                 | 48,3 / 100                | Derrota                   |                           |                           |                           |
| 1980 | Rudolf Kirchschläger      | 3,538,748                 | 79,9 / 100                | Victòria                  |                           |                           |                           |
| 1986 | Kurt Waldheim             | 2,343,463                 | 49,6 / 100                | Victòria                  | 2,464,787                 | 53,9 / 100                | Victòria                  |
| 1992 | Thomas Klestil            | 1,728,234                 | 37,2 / 100                | 2a Posició                | 2,528,006                 | 56,9 / 100                | Victòria                  |
| 1998 | Thomas Klestil            | 2,644,034                 | 63,4 / 100                | Victòria                  |                           |                           |                           |
| 2004 | Benita Ferrero-Waldner    | 1,969,326                 | 47,6 / 100                | Derrota (2n)              |                           |                           |                           |
| 2010 | No van presentar candidat | No van presentar candidat | No van presentar candidat | No van presentar candidat | No van presentar candidat | No van presentar candidat | No van presentar candidat |
| 2016 | Andreas Khol              | 475,767                   | 11,1 / 100                | Derrota (5è)              |                           |                           |                           |
| 2022 | No van presentar candidat | No van presentar candidat | No van presentar candidat | No van presentar candidat | No van presentar candidat | No van presentar candidat | No van presentar candidat |

### Parlament Europeu
| Any  | Líder            | Vots      | %          | Escons | +/– | Grup   |
| ---- | ---------------- | --------- | ---------- | ------ | --- | ------ |
| 1996 | Ursula Stenzel   | 1,124,921 | 29.7 (#1)  | 7 / 21 | 7   | EPP    |
| 1999 | Ursula Stenzel   | 859,175   | 30.7 (#2)  | 7 / 21 | =   | EPP    |
| 2004 | Ursula Stenzel   | 817,716   | 32.7 (#2)  | 6 / 18 | 1   | EPP-ED |
| 2009 | Ernst Strasser   | 858,921   | 30.0 (#1)  | 6 / 17 | =   | EPP    |
| 2014 | Othmar Karas     | 761,896   | 27.0 (#1)  | 5 / 18 | 1   | EPP    |
| 2019 | Othmar Karas     | 1,305,954 | 34.6 (#1)  | 7 / 18 | 2   | EPP    |
| 2024 | Reinhold Lopatka | 864,072   | 24.52 (#2) | 5 / 20 | 2   | EPP    |